# The London Gazette
The London Gazette (La Gazette de Londres, en anglais) est le plus vieux journal britannique existant. Publié pour la première fois le 7 novembre 1665, la Gazette a depuis paru sans discontinuer. Cette publication est le journal officiel du Royaume-Uni, et a donc l'obligation de publier certains textes de loi. La London Gazette n'est pas un journal conventionnel en ce sens qu'elle ne couvre pas les événements médiatiques habituels et a une diffusion assez restreinte.

## Historique
The London Gazette est fondée pendant la Restauration anglaise par Henry Muddiman. Ce dernier entame sa carrière de journaliste dès l'interrègne, puis est nommé rédacteur du Parliamentary Intelligencer, l'organe officiel du Long Parlement. En 1666, Muddiman lance The Oxford Gazette, qui propose une sélection de nouvelles sur la cour royale, laquelle est alors réfugiée à Oxford pour échapper à la peste londonienne. Une fois la cour revenue au palais de Whitehall, c'est donc fort logiquement qu'il enchaîne avec The London Gazette. Bien que les publications d'Henry Muddiman soient les premiers comptes rendus réguliers d'informations du pays, elles ont encore peu en commun avec les journaux modernes : les écrits manuscrits du journaliste sont en effet envoyés par la poste aux abonnés, sans qu'aucune version imprimée ne soit proposée à la vente au grand public. Il faut, pour cela, attendre The Athenian Mercury.
Depuis 1996, The London Gazette est publié par The Stationery Office.

## Aujourd’hui
À l’heure actuelle, la The London Gazette est publiée tous les jours à l'exception du samedi, du dimanche et des jours fériés.
Sont notamment publiés : la sanction royale (Royal Assent) aux lois du Parlement du Royaume-Uni et aux lois du Parlement écossais, les nominations à certains offices publics, les changements de nom, les changements d'armoiries, les proclamations royales et l'insolvabilité d'entreprises ou de personnes.

## Autres journaux officiels du Royaume-Uni
Les autres journaux officiels du Royaume-Uni sont The Edinburgh Gazette et The Belfast Gazette.